# Américo Tomás
Américo Deus Rodrigues Tomás OSE • ComA • GOA • ComC • GCC • GColTE (Lisboa, Alcântara, 19 de novembro de 1894 – Cascais, Cascais, 18 de setembro de 1987) foi um político e militar português. Foi o décimo terceiro Presidente da República Portuguesa, e último do Estado Novo, deposto no 25 de Abril após um mandato de quase 16 anos. Notório também por ter "vencido" o candidato oposicionista Humberto Delgado em 1958, com recurso a fraude eleitoral.

## Biografia
Nasceu em Alcântara, Lisboa, a 19 de novembro de 1894, filho de António Rodrigues Tomás (Ferreira do Zêzere, c. 1870), e de sua esposa, Maria da Assunção Marques (Lisboa, c. 1874), criados da casa da família Rodrigues de Mattos e Silva de Abrantes e do Sardoal.
Em 16 de outubro de 1922 desposou Gertrudes Ribeiro da Costa, filha de António José da Costa e de sua esposa, Adelaide do Carmo Ribeiro. Deste casamento nasceram três crianças, das quais apenas duas filhas sobreviveram (Maria Natália e Maria Madalena).

### Carreira académica
Ingressou no Liceu da Lapa em 1904, e concluiu a sua formação secundária no Liceu Passos Manuel em 1911. Frequentou a Faculdade de Ciências durante dois anos, entre 1912 e 1914, ano em que ingressou na Escola Naval, como aspirante no corpo de alunos da Armada.

### Carreira militar
Em 1916, ao concluir o curso da Escola Naval, e durante a Primeira Guerra Mundial, desempenhou funções no serviço de escolta no couraçado Vasco da Gama, depois no cruzador auxiliar Pedro Nunes e nos contratorpedeiros Douro e Tejo.
Em 1918 foi promovido a primeiro-tenente. Seguiram-se as promoções a capitão-tenente (1931), capitão de fragata (1939), capitão de mar e guerra (1941), contra-almirante (1951) e almirante (1970).
A 17 de março de 1920, entra ao serviço do navio hidrográfico 5 de Outubro, onde serviu nos dezasseis anos seguintes, desempenhando ainda as funções de chefe da Missão Hidrográfica da Costa Portuguesa e vogal da Comissão Técnica de Hidrografia, Navegação e Meteorologia Náutica e do Conselho de Estudos de Oceanografia e Pesca e perito do Conselho Permanente Internacional para a Exploração do Mar. A 5 de outubro de 1928 foi feito Oficial da Ordem Militar de Sant'Iago da Espada, a 5 de outubro de 1932 Comendador da Ordem Militar de Avis e a 9 de maio de 1934 Comendador da Ordem Militar de Cristo.
Foi nomeado chefe de gabinete do Ministro da Marinha em 1936, presidente da Junta Nacional da Marinha Mercante de 1940 a 1944 e Ministro da Marinha de 1944 a 1958. A 10 de agosto de 1942 foi elevado a Grande-Oficial da Ordem Militar de Avis e a 1 de agosto de 1953 foi elevado a Grã-Cruz da Ordem Militar de Cristo.
Em 1944 foi o 14.º presidente do Clube de Futebol Os Belenenses.
Durante o desempenho de funções como Ministro da Marinha, foi o principal responsável pela elaboração e aplicação do Despacho 100 (de 10 de agosto de 1945), diploma que reestruturou e modernizou a Marinha Mercante portuguesa, permitindo também a constituição da moderna indústria da construção naval no país. Esta ação fez com que, nos meios navais, ao contrário do resto da sociedade portuguesa, o nome do Almirante Américo Thomaz seja, ainda hoje, muito respeitado.

### Presidente da República da ditadura, 1958-74

Retrato oficial do Presidente Américo Tomás (1957), por Henrique Medina, Museu da Presidência da República

Em 1958 foi o candidato escolhido pela União Nacional para suceder a Craveiro Lopes, com o beneplácito de António de Oliveira Salazar, não só por ser afeto ao regime mas também por ser pouco interventivo. Teve como adversário o General Humberto Delgado. Segundo os resultados oficiais das eleições de 8 de Junho de 1958, venceu com 75%, contra apenas 25% atribuídos a Delgado. O próprio Thomaz não votaria na sua eleição. Os indícios de fraude eram muitos antes e durante as eleições.
Na sequência das eleições presidenciais, cujos resultados oficiais nunca seriam publicados oficialmente no Diário do Governo, conforme estipulava a legislação vigente, o regime determinaria, na revisão constitucional de 1959, que estas deixariam de ser diretas, passando a ser da responsabilidade de um colégio eleitoral, constituído exclusivamente por membros da União Nacional. Desta forma, o regime punha de parte qualquer tipo de mudança democrática encetada pelo voto da população portuguesa. Foi dessa forma reeleito em 1965 e 1972.
Américo Tomás, durante o desempenho das funções de Presidente da República, residiu sempre na sua residência particular, apenas usando o Palácio de Belém como escritório e para cerimónias oficiais.
Por inerência do cargo de Presidente da República, era detentor do grau de Grande-Colar da Ordem Militar da Torre e Espada, do Valor, Lealdade e Mérito desde 9 de agosto de 1963.

“É a primeira vez que cá estou desde a última vez que cá estive.”

— Américo Thomaz
Foi pouco mais do que um chefe de estado cerimonial, aparecendo muitas vezes a inaugurar exposições de flores, a ponto de lhe darem o apodo de "o corta-fitas". Era alvo de chacota pelo seu pouco talento para o discurso público, tendo várias "gafes" suas ficado gravadas no imaginário popular, com destaque para frases como "É a primeira vez que cá estou desde a última vez que cá estive", ou "Hoje visitei todos os pavilhões, se não contar com os que não visitei", proferidas nas numerosas visitas e inaugurações que ocupavam a maior parte da sua atividade.
Foi, no entanto, determinante na sucessão de Salazar. Marcelo Caetano era, na sua opinião, muito reformista, e impôs-lhe a manutenção da política colonial.

### Após o 25 de Abril de 1974

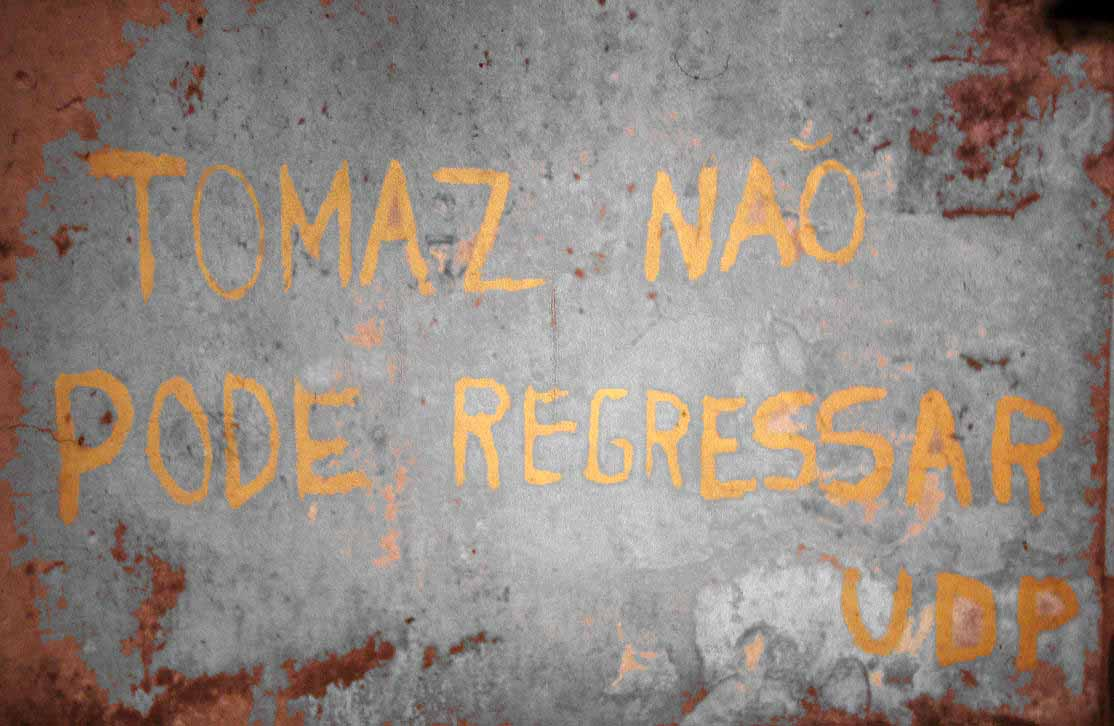
Mural da UDP opondo-se ao seu regresso do exílio

A revolução de 25 de Abril encontrou-o a poucos meses de cessar funções, uma vez que determinara deixar o cargo quando completasse 80 anos. Foi então demitido do cargo e expulso compulsivamente da Marinha, tendo sido enviado para a Madeira, donde partiu para o exílio no Brasil.
Em 1980, Ramalho Eanes permitiu o seu regresso a Portugal. Em 1981, morre, subitamente, a sua filha mais velha, Natália. Foi-lhe negado o reingresso na Marinha e o regime de pensão extraordinária atualmente em vigor para ex-presidentes da República, tendo recebido uma pensão de militar reformado. Depois do seu regresso do exilio, Américo Tomás, viveu praticamente isolado, tendo passado sérias dificuldades financeiras, sendo obrigado a vender vários presentes e objetos de valor de quando era presidente. Publicou o seu último livro de memórias em 1983.
Américo Tomás morreu em sua casa, em Cascais, de uma infeção generalizada, aos 92 anos, no dia 18 de setembro de 1987. O seu funeral foi simples e modesto, não tendo qualquer representação ou honras militares ou de Estado, sendo sepultado no Cemitério da Ajuda.

## Obras
- Sem Espírito Marítimo Não É Possível o Progresso da Marinha Mercante, Lisboa, s.e., 1956.
- Renovação e Expansão da Frota Mercante Nacional, prefácio de Jerónimo Henriques Jorge, Lisboa, s.e., 1958.
- Citações, Lisboa, República, 1975.
- Últimas Décadas de Portugal, 4 volumes vols., Lisboa, Fernando Pereira, 1980 e 1983.